# Paolo Savoldelli
Paolo Savoldelli (* 7. května 1973) je italský silniční cyklista a dvojnásobný vítěz Giro d'Italia. Od roku 2005 do 2006 byl členem týmu Discovery Channel.
V roce 2007 jezdil ve stáji Astana po boku Alexandra Vinokurova. Pro sezónu 2008 Paola zlákala ambiciózní italská kontinentální stáj L.P.R Brakes.